# Liste de ponts d'Irak
Cet article présente une liste de ponts remarquables d'Irak, tant par leurs caractéristiques dimensionnelles, que par leur intérêt architectural ou historique. 

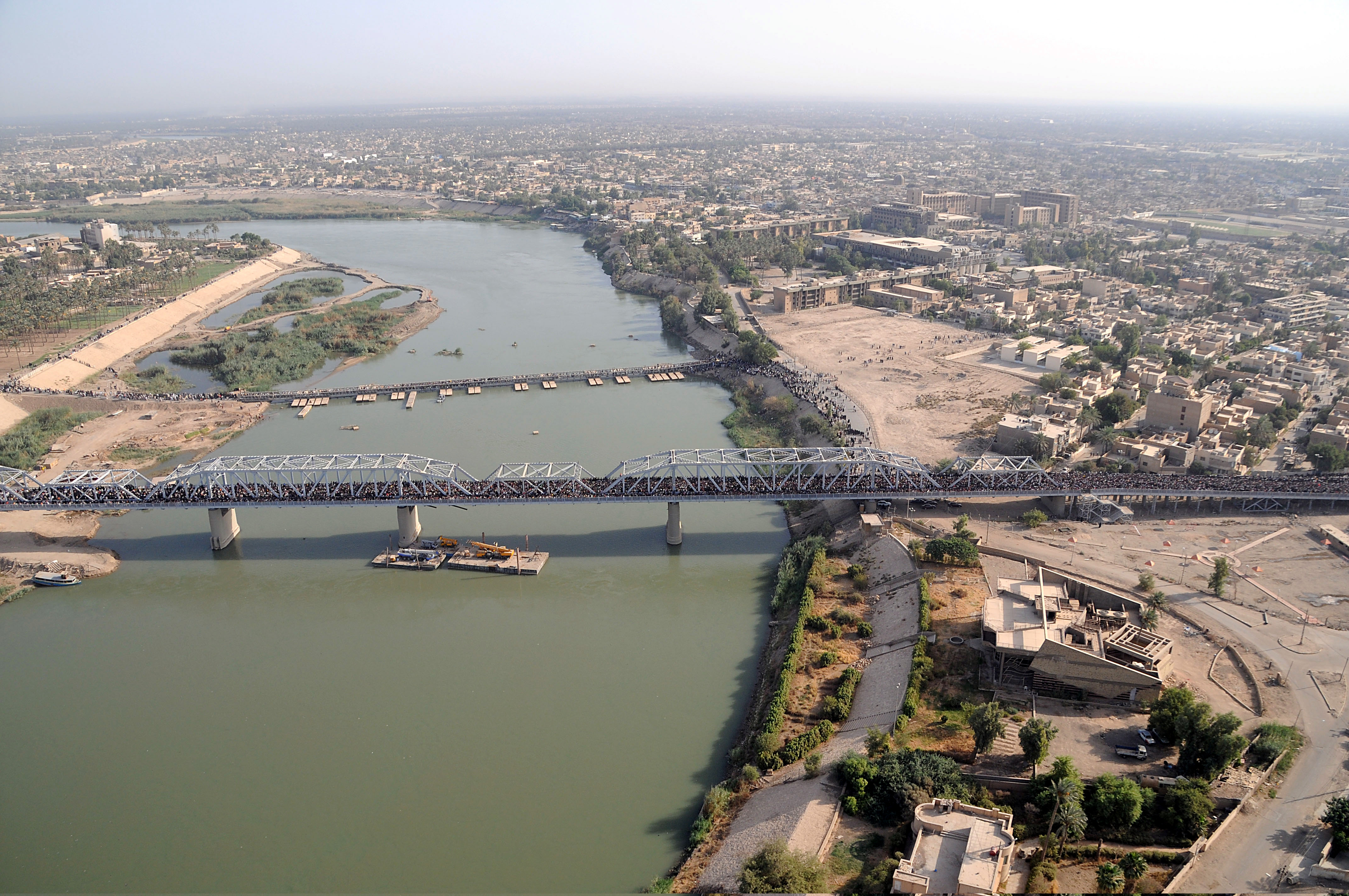
Des milliers de pèlerins sur le pont Sarifiyah au-dessus du Tigre

La catégorie lien donne la classification de l'ouvrage parmi ceux présentés et propose un lien vers la fiche technique du pont sur le site Structurae, base de données et galerie internationale d'ouvrages d'art. La liste peut être triée selon les différentes entrées du tableau pour voir ainsi les ponts en arc ou les ouvrages les plus récents par exemple.
Les colonnes portée et longueur, exprimées en mètres indiquent respectivement la distance entre les pylônes de la travée principale et la longueur totale de l'ouvrage, viaducs d'accès compris.

## Ponts présentant un intérêt historique
|  | Lien | Nom               | Arabe   | Distinction | Longueur | Type               | Voie portée Voie franchie  | Terminé en | Localisation                           | Province | Ref. |
|  | ---- | ----------------- | ------- | ----------- | -------- | ------------------ | -------------------------- | ---------- | -------------------------------------- | -------- | ---- |
|  | 1    | Delal Pont Abbasi | پل دلال |             | 114      | Pont en maçonnerie | Pont piétonnier Habur Çayı |            | Zakho 37° 08′ 10,5″ N, 42° 41′ 42,7″ E | Dahuk    |      |

## Grands ponts
Ce tableau présente les ouvrages ayant des portées supérieures à 100 m (liste non exhaustive).
|  | Lien | Nom                     | Arabe        | Portée | Longueur | Type           | Voie portée Voie franchie | Terminé en | Localisation                            | Province | Ref. |
|  | ---- | ----------------------- | ------------ | ------ | -------- | -------------- | ------------------------- | ---------- | --------------------------------------- | -------- | ---- |
|  | 1    | Pont Adhamiyah          | جسر الأئمة   | 182    | 370      | Pont à haubans | Tigre                     | 1983       | Bagdad 33° 21′ 33,6″ N, 44° 21′ 14,3″ E | Bagdad   |      |
|  | 2    | Quatrième Pont de Mosul |              | 176    | 308      | Pont à haubans |                           | 1981       | Mossoul                                 | Ninawa   |      |
|  | 3    | Pont du 14 juillet      | جسر 14 رمضان | 167    | 335      | Pont suspendu  | Highway 8 Tigre           | 1962       | Bagdad 33° 17′ 45,3″ N, 44° 23′ 59,1″ E | Bagdad   |      |